# Ievgueni Paladiev
Ievgueni Ivanovitch Paladiev - en russe : Евгений Иванович Паладьев - (né le 12 mai 1948 à Öskemen, anciennement Oust-Kamenogorsk, en République socialiste soviétique du Kazakhstan - mort le 9 janvier 2010 à Moscou en Russie) est un joueur professionnel Kazakh de hockey sur glace.

## Carrière de joueur
Durant sa carrière professionnelle, il a évolué dans le championnat d'URSS avec le Torpedo Oust-Kamenogorsk, le HC Spartak Moscou, le VVS MVO Moscou et le Torpedo Iaroslavl. Il termine avec un bilan de 225 matchs et 25 buts en élite.

## Carrière internationale
Il a représenté l'URSS à 68 reprises (9 buts) sur une période de cinq saisons entre 1968 et 1973. Il a participé à trois éditions des championnats du monde pour un bilan de trois médailles d'or.

## Trophées et honneurs personnels
URSS
- 1970 : élu dans l'équipe d'étoiles.

## Statistiques
Pour les significations des abréviations, voir Statistiques du hockey sur glace.

### En équipe nationale
| Année | Équipe | Compétition |    | PJ | B | A | Pts | Pun           |  | Résultats |
| 1969  | URSS   | CM          | 10 | 4  | 3 | 7 | 12  | Médaille d'or |  |           |
| 1970  | URSS   | CM          | 10 | 0  | 2 | 2 | 4   | Médaille d'or |  |           |
| 1973  | URSS   | CM          | 8  | 0  | 5 | 5 | 0   | Médaille d'or |  |           |